# 会发镇
会发镇是中国黑龙江省哈尔滨市方正县下辖的一个镇，位于方正县西部，2003年被哈尔滨市市委定位样板城镇。